# Подбабље
Подбабље је општина у Сплитско-далматинској жупанији, Република Хрватска.

## Историја
До територијалне реорганизације у Хрватској налазила се у саставу старе општине Имотски. Седиште општине је у насељу Друм.

## Становништво
На попису становништва 2011. године, општина Подбабље је имала 4.680 становника, од чега у Друму 702.
| Број становника по пописима | Број становника по пописима | Број становника по пописима | Број становника по пописима | Број становника по пописима | Број становника по пописима | Број становника по пописима | Број становника по пописима | Број становника по пописима | Број становника по пописима | Број становника по пописима | Број становника по пописима | Број становника по пописима | Број становника по пописима | Број становника по пописима | Број становника по пописима |
| --------------------------- | --------------------------- | --------------------------- | --------------------------- | --------------------------- | --------------------------- | --------------------------- | --------------------------- | --------------------------- | --------------------------- | --------------------------- | --------------------------- | --------------------------- | --------------------------- | --------------------------- | --------------------------- |
| 1857                        | 1869                        | 1880                        | 1890                        | 1900                        | 1910                        | 1921                        | 1931                        | 1948                        | 1953                        | 1961                        | 1971                        | 1981                        | 1991                        | 2001                        | 2011                        |
| 3.277                       | 3.445                       | 3.366                       | 3.855                       | 4.795                       | 5.158                       | 5.470                       | 5.693                       | 5.693                       | 6.003                       | 6.127                       | 6.480                       | 6.060                       | 5.884                       | 4.904                       | 4.680                       |

Напомена: Настала из старе општине Имотски. У 1869. и 1921. део података је садржан у општини Руновићи, а део података у 1869., 1921. и 1931. у општини Проложац. У 1953. и 1961. садржи део података за општину Проложац, те у 1857. и 1869. део података за општину Локвичићи. Од 1857. до 1961. део података садржан је у општини Змијавци.